# Sächsische Talerwährung (1500–1571)
Die Sächsische Talerwährung von 1500 bis 1571 umfasst den ersten Abschnitt der Talerwährung von der ersten Ausprägung der Großsilbermünzen, der silbernen Gulden (Talermünzen), bis zur Prägung der Reichstaler nach der Augsburger Reichsmünzordnung von 1559, der Kurfürst August von Sachsen 1571 beigetreten war.
Das Münzgewicht in den Tabellen der Sächsischen Talerwährung kann gegebenenfalls auch der Münzbestimmung dienen, da auf diesen Münzen in der Regel keine Nominalangaben vorhanden sind.

## Geschichtliche Zusammenhänge
Dem ersten Abschnitt der sächsischen Talerwährung war im Jahr 1485 die bedeutendste Landesteilung Sachsens, die Leipziger Hauptteilung, vorausgegangen. Die beiden Söhne Friedrichs des Sanftmütigen (1428–1464), Ernst (1464/85–1486) und Albrecht der Beherzte (1464/85–1500), stifteten 1485 die Ernestinische und die Albertinische Linie. Die Kurwürde war an die Primogenitur (Erstgeburt) gebunden. Ernst war der ältere der beiden Brüder; er blieb Kurfürst. Die Nutzung der Bergwerke erfolgte gemeinschaftlich. Das Münzrecht stand jedem der Brüder in vollem Umfang zu. Sie sollten nach dem Wunsch ihres Vaters stets gemeinschaftlich regieren.
Seit der Schlacht bei Mühlberg im Jahr 1547 und der Verleihung der sächsischen Kurwürde an die Albertiner war die in der Leipziger Hauptteilung von 1485 zwischen den Ernestinern und Albertinern vereinbarte gemeinsame Münzprägung endgültig aufgegeben worden. Nach der Übernahme der Kurwürde spielte das albertinische Sachsen die führende Rolle unter den wettinischen Fürstentümern. Der neue albertinische Kurfürst Moritz (1541–1547–1553) münzte nur noch in seinem eigenen Namen.

## Münzordnung von 1500

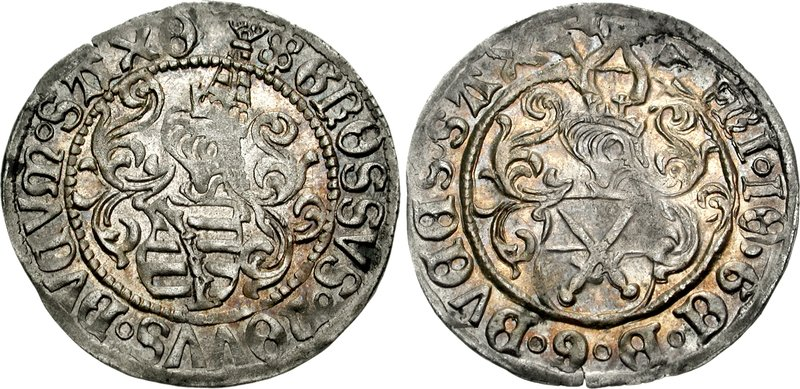
Kurfürst Friedrich III. der Weise mit Johann und Herzog Georg dem Bärtigen, Zinsgroschen o. J. von 1507 bis 1511 geprägt, Mmz. Lilie, Münzstätte Freiberg (Silber; 2,56 g)

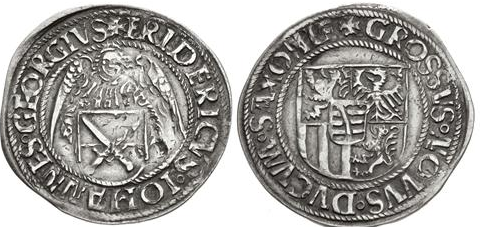
Kurfürst Friedrich III. der Weise mit den Herzögen Johann dem Beständigen und Albrecht dem Beherzten, Schreckenberger der Münzstätte Annaberg o. J., 1507 bis 1527 geprägt (Silber; Durchmesser 30 mm; 4,43 g)

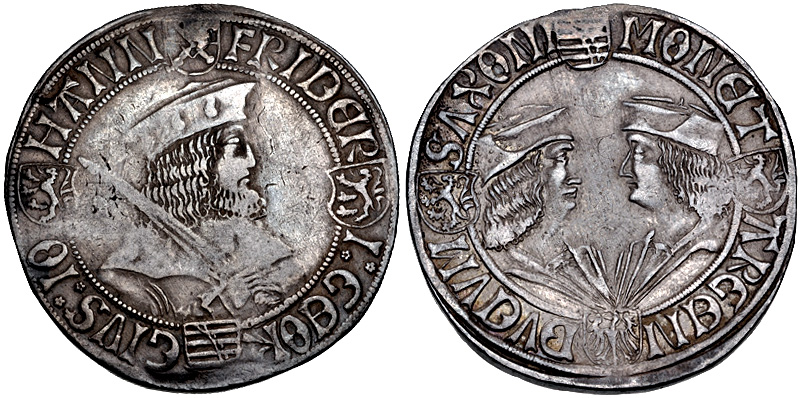
Kurfürst Friedrich III. und die Herzöge Georg und Johann, zwischen 1500 und 1507 geschlagener Gulden ohne Jahreszahl und Mmz. aus der Münzstätte Annaberg oder evtl. der Münzstätte Wittenberg (Silber; Durchmesser 40 mm; 28,92 g)

Die reichen Silbervorkommen bei Freiberg verhalfen Sachsen zu einer führenden Position im deutschen Münzwesen.
Im Mai 1500 beschlossen Kurfürst Friedrich III. der Weise (1486–1525) und sein Bruder Herzog Johann der Beständige (1486/1525–1532) im Einvernehmen mit Herzog Georg dem Bärtigen (1500–1539) als Stellvertreter seines Vaters Albrecht des Beherzten (1464/85–1500), der als Statthalter in der Provinz Friesland (Westfriesland) weilte, die sogenannte Leipziger Münzordnung. Sie verkündeten ihren Landsassen und Untertanen in je einem Mandat, der Kurfürst ohne Datum, der Herzog mit Datum 17. Mai 1500, die neue Münzordnung. Damit begann in Sachsen der erste Abschnitt der sächsischen Talerwährung.
Die Umstellung der sächsischen Wirtschaft war durch die Ausprägung der Zinsgroschen und danach durch die Schreckenberger, die nach dem Fundort des Silbers benannt sind, gut vorbereitet gewesen. Der erste sächsische silberne Gulden, der nach der neuen Münzordnung geschlagen wurden, zeigt das Brustbild Kurfürst Friedrichs III. und die gegeneinander gestellten Brustbilder der Herzöge Albrecht und Johann.
Die Bemühungen um eine reine Silberwährung sollte mit der Einführung der neuen Münzordnung zum Erfolg geführt werden. Der Feingehalt der neuen silbernen Gulden von 27,4 g entsprach wertmäßig dem damaligen Goldwert des rheinischen Goldguldens bei einem Wertverhältnis von Gold zu Silber von 1:10,8. Für die Prägung der ersten Großsilbermünzen waren Tiroler Guldiner Vorbild. Sie waren nach dem gleichen Münzfuß geschlagen. Einen sprachlichen Unterschied gab es offiziell zwischen silbernen und goldenen Gulden nicht. Beide Münzen waren gleichwertig und hießen Gulden. Die Bezeichnung als Guldengroschen tritt erst ab etwa 1534 auf. Die Kopfbedeckung der Fürsten war später der Grund für den Münznamen Klappmützentaler.

### Ausprägung
- Tabellenangaben nach Paul Arnold
| Münznominal         | Gewicht (g) | Feinsilber (g) | Feingehalt (0⁄00) |
| ------------------- | ----------- | -------------- | ----------------- |
| Gulden              | 29,23       | 27,4           | 937,5             |
| 1⁄2 Gulden          | 14,62       | 13,7           | 937,5             |
| Schreckenberger     | 4,5         | 3,9            | 866,32            |
| Zinsgroschen        | 2,66        | 1,28           | 482,64            |
| 1⁄2 Schwertgroschen | 2,32        | 0,64           | 284,72            |
| Pfennig             | 0,4         | 0,1            | 265,72            |
| Heller              | 0,23        | 0,04           | 187,5             |

Wahrscheinlich im Jahr 1505 wurde der Feingehalt der ganzen und halben Gulden auf 14 Lot 16 Grän = 930,56 0⁄00 verringert.

### Münzsystem
- Tabellenangaben nach Paul Arnold
|                     | Gulden | Schreckenberger | Zinsgroschen | 1⁄2 Schwertgroschen | Pfennig | Heller |
| ------------------- | ------ | --------------- | ------------ | ------------------- | ------- | ------ |
| Gulden              | 1      | 7               | 21           | 42                  | 252     | 504    |
| Schreckenberger     | 1⁄7    | 1               | 3            | 6                   | 36      | 72     |
| Zinsgroschen        | 1⁄21   | 1⁄3             | 1            | 2                   | 12      | 24     |
| 1⁄2 Schwertgroschen | 1⁄42   | 1⁄6             | 1⁄2          | 1                   | 6       | 12     |
| Pfennig             | 1⁄232  | 1⁄36            | 1⁄12         | 1⁄6                 | 1       | 2      |
| Heller              | 1⁄504  | 1⁄72            | 1⁄24         | 1⁄12                | 1⁄2     | 1      |

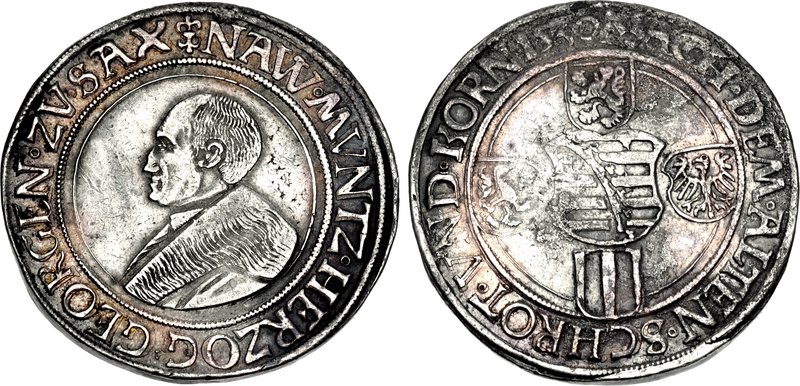
Herzog Georg, Guldengroschen 1530, Münzstätte Freiberg, Alleinprägung NACH DEM ALTEN SCHROT VND KORN (Silber; Durchmesser 39 mm; 28,99 g)

Mit dem reich gegliederten Münzsystem und den hohen Auflagen der silbernen Gulden gelang es, die Goldgulden zurückzudrängen.
Nach 1525 kam es zum Streit zwischen den beiden sächsischen Linien. Die Ursache waren die Verringerung des Feingehalts des Goldguldens und der damit verbundene Anstieg des Goldpreises. Bereits im Jahr 1533 war auf einer Augsburger Ständekonferenz festgestellt worden, dass „die gute alte Münze zerbrochen, gesaigert, karrenweise verkaufet und an deren statt ärgere und schlechtere Münzen gepräget“ würde. Die Silberwährung sollte daher endgültig von der Abhängigkeit des Goldguldens gelöst werden. Kurfürst Johann der Beständige war für eine Verringerung des Münzfußes, während Herzog Georg der Bärtige keine Verschlechterung des Geldes wollte. Im Jahr 1530 kam es zur Münztrennung.

## Ausprägung unter Kurfürst Johann nach der Münztrennung um 1530
Das Rauhgewicht der Nominale blieb unverändert. Münzmeister Sebastian Funke verwendete bei allen Nominalen wie in der Münzstätte Schneeberg sein Münzmeisterzeichen Andreaskreuz, gab aber keine Jahreszahl an. Die Münzverschlechterung wurde offiziell nicht bekanntgegeben.
Die Umschrift auf der Talermünze der Alleinprägung Johanns lautet auf der Vorderseite: IOHANNES ELECTOR FIER(i) FECIT und übersetzt: Kurfürst Johann ließ (diese Münze) anfertigen. Auf der Rückseite lautet die Umschrift: MONETA NOVA DVCIS SAXONI(ae) und übersetzt: Neue Münze der Herzoge zu Sachsen.
- Tabellenangaben nach Paul Arnold
| Münznominal           | Wert in Groschen | Gewicht (g) | Feinsilber (g) | Feingehalt (0⁄00) |
| --------------------- | ---------------- | ----------- | -------------- | ----------------- |
| Gulden                | 21               | 29,23       | 25,58          | 875               |
| 1⁄2 Gulden            | 10 1⁄2           | 14,62       | 12,79          | 875               |
| Schreckenberger       | 3                | 4,5         | 3,65           | 812,5             |
| Groschen              | 1                | 2,66        | 1,22           | 458,33            |
| 1⁄2 Groschen          | 1⁄2              | 2,23        | 0,61           | 273,44            |
| Dreipfenniggröschlein | 1⁄4              | 1,19        | 0,3            | 252,21            |

Herzog Georg ließ in Gegensatz zu Kurfürst Johann weiterhin nach dem „alten Schrot und Korn“ prägen.

## Ausprägung nach der Münzordnung vom 20. Januar 1534
Die Ausprägung unter Kurfürst Johann Friedrich dem Großmütigen und Herzog Georg dem Bärtigen erfolgte nach der Münzeinigung der beiden Fürsten.

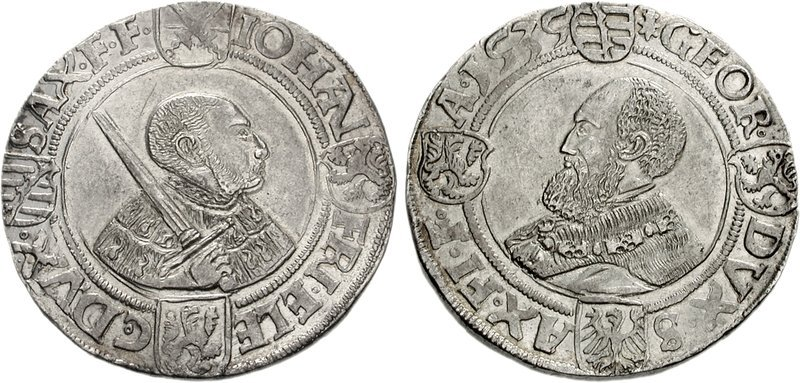
Kurfürst Johann Friedrich und Herzog Georg, Guldengroschen 1535, Münzstätte Annaberg, geprägt nach der Münzordnung von 1534, beschnitten. (Silber; Durchmesser 39 mm; 28,96 g)

Am 17. Juli 1531 fällten die Landstände der beiden Linien in Grimma den sogenannten Grimmaischen Machtspruch mit der Forderung nach einem einheitlichen Münzfuß. Beide Fürsten beugten sich der Forderung ihrer Stände, Schrot und Korn nur mit deren Rat und nur mit deren Bewilligung zu ändern.
Als Kurfürst Johann der Beständige 1532 starb, wurde die Verhandlung für die zukünftige Münzprägung unterbrochen. Jedoch erst am 18. November 1533 konnten die Landstände die Wiederaufnahme der gemeinschaftlichen Münzprägung beschließen. Am 20. Januar 1534 verkündete Herzog Georg der Bärtige die neue Münzordnung mit dem Kurfürsten Johann Friedrich dem Großmutigen (1532–1547–1554) und erließ eine Valvation, eine Wertfestsetzung der auswärtigen Münzen. Für den silbernen Gulden wurde die neue Bezeichnung Guldengroschen eingeführt und der Wert des Guldens von 21 auf 22 Groschen erhöht. Die neue Münzordnung vom 20. Januar 1534 war eine Kompromisslösung.
- Tabellenangaben nach Paul Arnold
| Münznominal           | Wert in Groschen | Gewicht (g) | Feinsilber (g) | Feingehalt (0⁄00) |
| --------------------- | ---------------- | ----------- | -------------- | ----------------- |
| Guldengroschen        | 22               | 29,23       | 26,39          | 902,78            |
| 1⁄2 Guldengroschen    | 11               | 14,62       | 13,2           | 902,78            |
| 1⁄4 Guldengroschen    | 51⁄2             | 7,31        | 6,6            | 902,78            |
| Zinsgroschen          | 1                | 2,66        | 1,25           | 469               |
| Dreipfenniggröschlein | 1⁄4              | 1,19        | 0,3            | 250               |
| Pfennig               | 1⁄12             | 0,4         | 0,1            | 250               |

1⁄4 Guldengroschen ab 1536; seit 1542 auch Schreckenberger.

## Ausprägung nach der Münzordnung vom 27. März 1549 unter Kurfürst Moritz

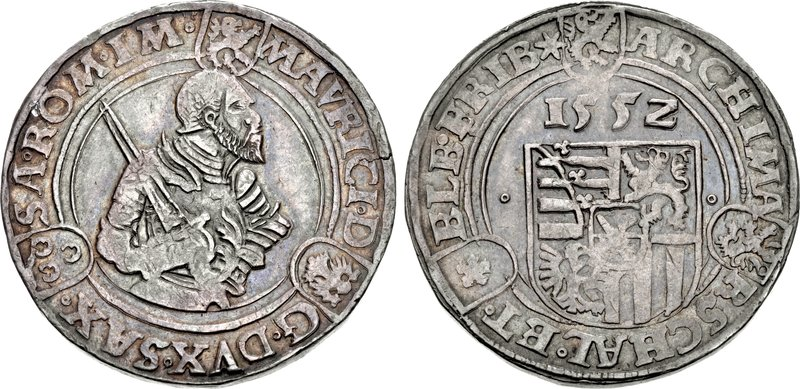
Kurfürst Moritz, Guldengroschen von 1552 aus der Münzstätte Freiberg (Silber; Durchmesser 39 mm; 29,07 g)

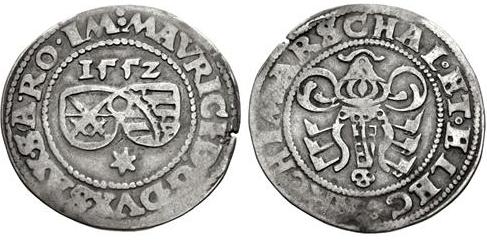
Kurfürst Moritz, Guldengroschen von 1552 aus der Münzstätte Freiberg (Silber; Durchmesser 29 mm; 6,93 g)

Nach der Niederlage des Kurfürsten Johann Friedrich des Großmütigen in der Schlacht bei Mühlberg im Jahr 1547 und seiner Gefangennahme durch Kaiser Karl V. erfolgte die endgültige Münztrennung. Die kursächsischen Stände ermutigten Kurfürst Moritz in seinem Widerstand gegen die Esslinger Reichsmünzordnung und förderten sein Bestreben, eine eigene Münzordnung zu erlassen. Der neu belehnte Kurfürst Moritz erließ von Torgau aus seine neue Münzordnung am 27. März 1549, nach der der Feingehalt der Groschen Dreier und Pfennige verringert wurden, die Ausbringung der Guldengroschen und seiner Teilstücke aber unverändert ließ. Als Münzgrundgewicht legte er die Erfurter Mark fest, die im Mittelalter der Kölner Mark entsprach. In der Neuzeit stellte sich ein Unterschied von etwa einem Gramm heraus.
- Tabellenangaben nach Paul Arnold
| Münznominal        | Wert in Groschen | Gewicht (g) | Feinsilber (g) | Feingehalt (0⁄00) |
| ------------------ | ---------------- | ----------- | -------------- | ----------------- |
| Guldengroschen     | 24               | 29,23       | 26,39          | 902,78            |
| 1⁄2 Guldengroschen | 12               | 14,62       | 13,2           | 902,78            |
| 1⁄4 Guldengroschen | 6                | 7,31        | 6,6            | 902,78            |
| Zinsgroschen       | 1                | 2,66        | 1,21           | 454,86            |
| Dreier             | 1⁄4              | 1,19        | 0,29           | 243,06            |
| Pfennig            | 1⁄12             | 0,4         | 0,1            | 243,06            |
| Heller             | 1⁄24             | 0,23        | 0,04           | 187,5             |

In der Münzordnung wurden die 1552 geprägten 1⁄8 Guldengroschen (Halbort) zu 3 Groschen sowie die 1547 geprägten Schreckenberger (1⁄7 Guldengroschen) und die undatierten Spitzgroschen (1⁄16 Guldengroschen) nicht erwähnt.

## Ausprägung nach der Münzordnung vom 27. September 1558 unter Kurfürst August

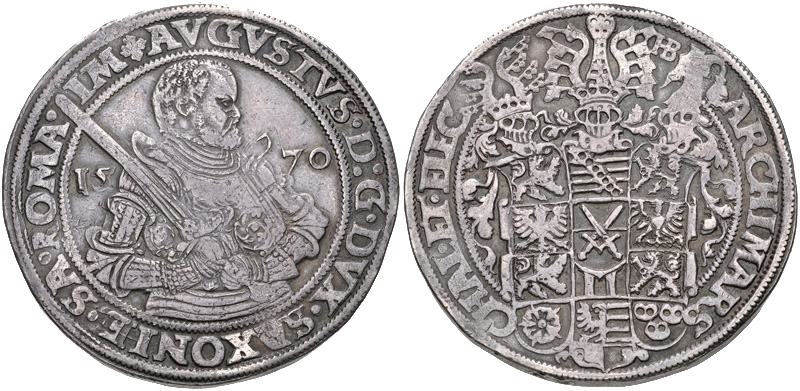
Kurfürst August, Guldengroschen von 1570, Münzstätte Dresden, (Silber; Durchmesser 40 mm; 29,08 g)

Entsprechend der hochentwickelten Wirtschaft Kursachsens verfügte das Kurfürstentum über ein reichgegliedertes Münzsystem. Die Münzordnung umfasste unter anderem auch die Aufbewahrung der „Stockproben“ in den Fahrbüchsen.
Die Bemühungen um einen einheitlichen Münzfuß im Heiligen Römischen Reich zogen sich hin. Im Jahr 1571 traten Kurfürst August (1553–1586) und die Stände des Obersächsischen und Niedersächsischen Reichskreises der Augsburger Reichsmünzordnung von 1559 und Kaiser Maximilians II. Reichsmünzedikt von 1566 bei.
- Tabellenangaben nach Paul Arnold
| Münznominal                         | Wert in Groschen | Gewicht (g) | Feinsilber (g) | Feingehalt (0⁄00) |
| ----------------------------------- | ---------------- | ----------- | -------------- | ----------------- |
| Guldengroschen                      | 24               | 29          | 26,19          | 902,78            |
| 1⁄2 Guldengroschen                  | 12               | 14,5        | 13,09          | 902,78            |
| 1⁄4 Guldengroschen                  | 6                | 7,25        | 6,55           | 902,78            |
| 1⁄8 Guldengroschen                  | 3                | 3,57        | 3,22           | 902,78            |
| 1⁄16 Guldengroschen (Spitzgroschen) | 1⁄2              | 1,78        | 1,61           | 902,78            |
| 1⁄6 Gulden (Schreckenberger)        | 31⁄2             | 5,03        | 4,54           | 902,78            |
| Groschen                            | 1                | 2,66        | 1,08           | 406,25            |
| Dreier                              | 1⁄4              | 1,18        | 0,27           | 230,9             |
| Pfennig                             | 1⁄12             | 0,39        | 0,09           | 230,96            |
| Heller                              | 1⁄24             | 0,23        | 0,04           | 187,5             |

Schreckenberger = 1⁄6 Gulden (meißnischer Gulden)